# Elizabeth McMahon
Elizabeth Ann McMahon (Carol Stream, 27 febbraio 1993) è una pallavolista statunitense.
Gioca nel ruolo di opposto nel Volley Soverato.

## Carriera
La carriera di Elizabeth McMahon inizia a livello scolastico, giocando per la formazione della Lakota West High School; viene inoltre convocata dalla nazionale statunitense Under-20, vincendo la medaglia d'oro al campionato nordamericano 2010. Terminate le scuole superiori, entra a far parte della squadra della University of Illinois at Urbana-Champaign: prende parte alla Division I NCAA dal 2011 al 2014, raggiungendo la finale durante il suo freshman year.
Nella stagione 2015 inizia la carriera professionistica, giocando nella Liga de Voleibol Superior Femenino per le Valencianas de Juncos. Per il campionato 2015-16 viene ingaggiata dalle IBK Altos, club della V-League sudcoreana: nonostante la finale scudetto persa, alla quale peraltro non partecipa a causa di un infortunio, fa incetta di premi individuali, ottenendo tre riconoscimenti come MVP e uno come miglior opposto. Nel campionato seguente approda in Germania al Dresdner Sportclub 1898, giocando nella 1. Bundesliga; nell'estate del 2017 fa il suo esordio nella nazionale statunitense vincendo la medaglia d'oro alla Coppa panamericana, dove viene premiata come miglior opposto.
Nella stagione 2017-18 firma per il Volley Soverato, club impegnato nella Serie A2 Italiana.

## Palmarès

### Nazionale (competizioni minori)
- Campionato nordamericano Under-20 2010
- Coppa panamericana 2017

### Premi individuali
- 2016 - V-League: MVP della Regular Season
- 2016 - V-League: MVP 4º round
- 2016 - V-League: MVP 5º round
- 2016 - V-League: Miglior opposto
- 2017 - Coppa panamericana: Miglior opposto